# Heliamphora folliculata
Heliamphora folliculata este o specie de plante carnivore din genul Heliamphora, familia Sarraceniaceae, ordinul Ericales, descrisă de Wistuba, Harbarth și Amp; Carow. Conform Catalogue of Life specia Heliamphora folliculata nu are subspecii cunoscute.

## Galerie de imagini

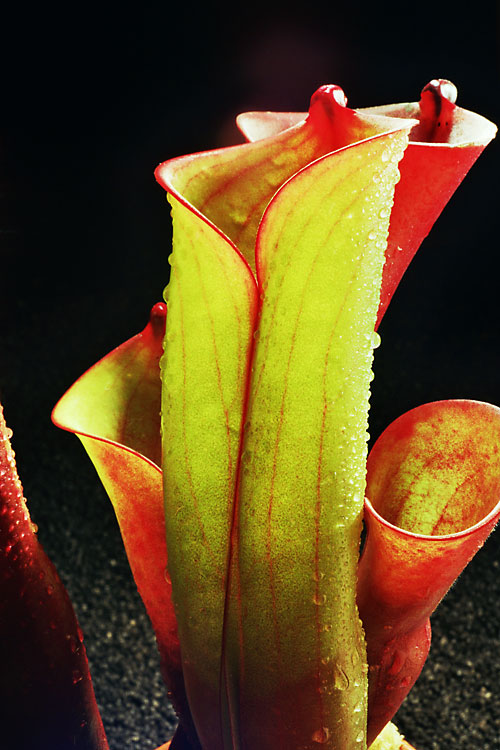
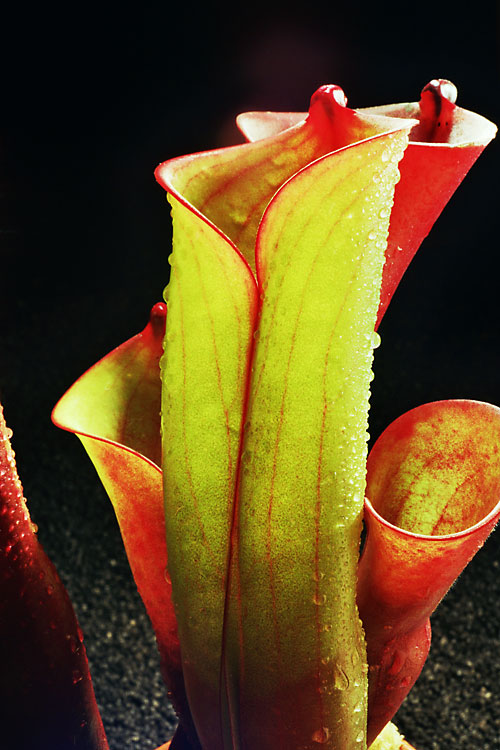
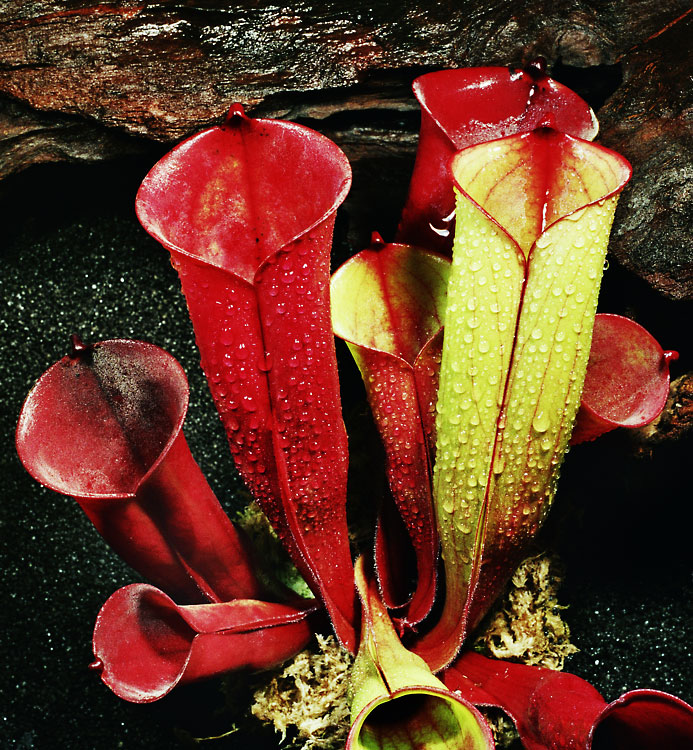
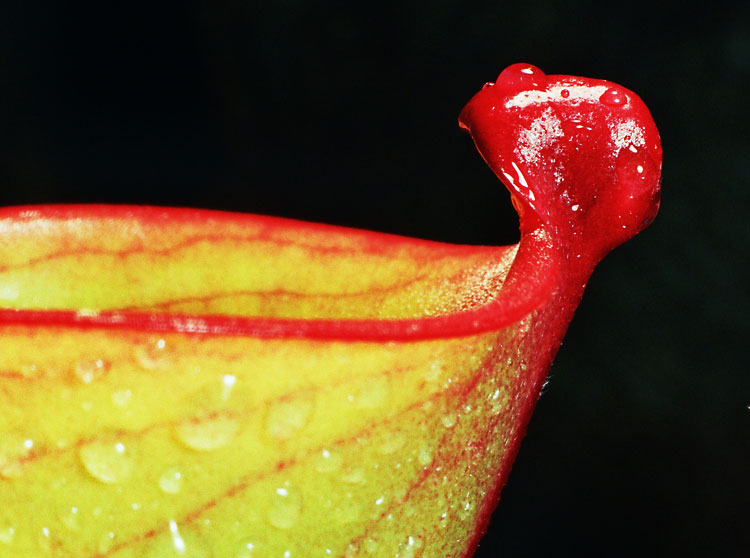
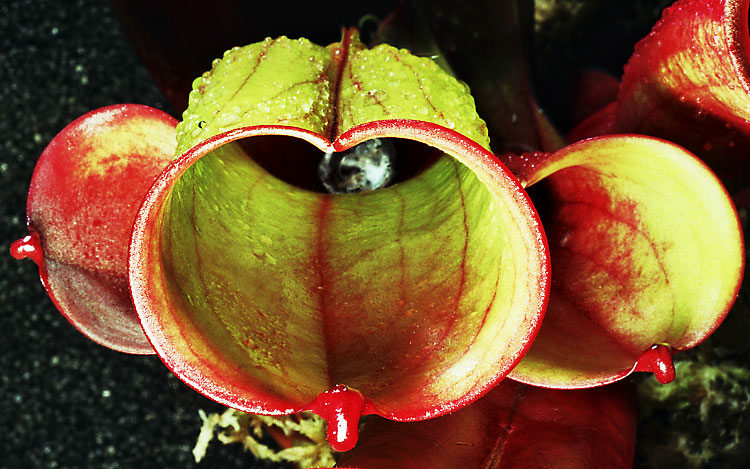
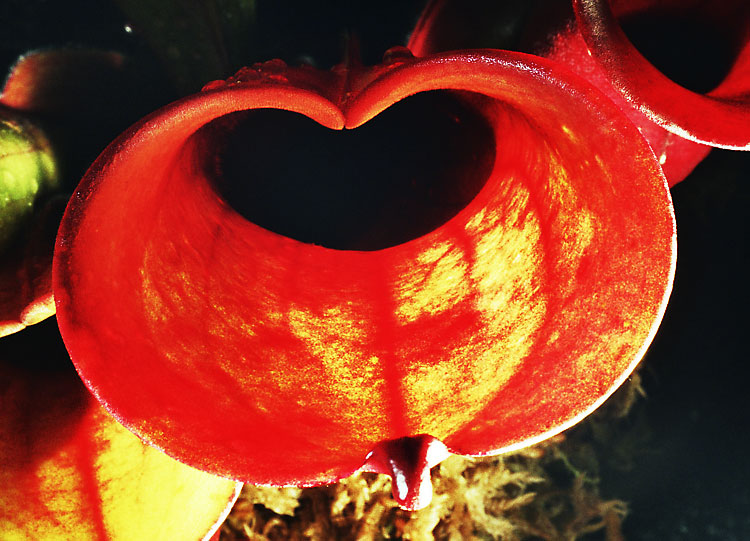